# Zac Goldsmith
Zac Goldsmith, właśc. Frank Zacharias Robin Goldsmith (ur. 20 stycznia 1975 w Londynie) – brytyjski działacz ekologiczny i polityk. Wydawca magazynu The Ecologist. W latach 2010–2016 i 2017-2019 deputowany Partii Konserwatywnej do Izby Gmin, wybrany w okręgu Richmond Park. W 2016 roku bezskutecznie kandydował na urząd burmistrza Londynu z ramienia tej partii.

## Życiorys
Jest drugim dzieckiem i najstarszym synem miliardera Sir Jamesa Goldsmitha i jego trzeciej żony lady Annabel Vane-Tempest-Stewart, córki 8. markiza Londonderry. Urodził się jeszcze przed ślubem rodziców. Ma starszą siostrę, Jemimę, i młodszego brata, Benjamina. Dorastał w Ormeley Lodge, rodzinnej posiadłości w Surrey i we Francji. Uczęszczał do Eton College, ale w 1991 został z niego usunięty po tym, jak w jego pokoju znaleziono narkotyki. Goldsmith opuścił Anglię i rozpoczął pracę ekologa w Himalajach.
Po śmierci ojca w 1997 odziedziczył majątek oceniany na 300 milionów funtów. Sir James zbudował swoją fortunę aktywnością na giełdzie oraz w górnictwie, leśnictwie i produkcji papieru. Aby jego spadkobiercy nie musieli płacić podatku spadkowego, wysłał swoje pieniądze z Francji do Meksyku, gdzie majątek jest chroniony przed europejskimi przepisami skarbowymi.
Ekolog i antyglobalista, Zac zastąpił swojego stryja Edwarda Goldsmitha jako właściciel i wydawca magazynu The Ecologist w 1997. Goldsmith wspiera wiele ekologicznych i społecznych organizacji. Był m.in. zaangażowany w protest przeciwko inżynierii genetycznej prowadzonej przez firmę Monsanto.
W 2004 zajął 3. miejsce w turnieju Poker Million Master II.
W 2016 był kandydatem Partii Konserwatywnej na burmistrza Londynu, przegrał z Sadiqem Khanem.
W 2019 z rekomendacji Premiera Wielkiej Brytanii Borisa Johnsona został mianowany przez Elżbietę II Baronem Richmond Park oraz dożywotnim członkiem Izba Lordów, co pozwoliło mu objąć miejsce w rządzie.

## Życie prywatne
5 czerwca 1999 poślubił byłą modelkę Sharon „Sheherazadę” Venturę (ur. 14 marca 1974), nieślubną córkę finansisty Johna Bentleya i aktorki Vivianne Ventury, córki majora Michaela Ventura-Pauly’ego. Małżonkowie mieszkają w Londynie lub w swej wiejskiej posiadłości w Devon. Mają troje dzieci: syna Jamesa i córki, Umę i Thyrę.
We wrześniu 2006 Sunday Mirror doniósł o romansie Goldsmitha z 22-letnią Alice Rothschild, która jest siostrą Kate, żony Benjamina Goldsmitha.